# 오누키정 (지바현)
오누키정(大貫町)은 지바현 기미쓰군에 일찍이 존재했던 정이다. 현재의 훗쓰시 북부에 해당한다.

## 역사
- 1889년 4월 1일 - 정촌제 시행에 의해 아마하군 오누키촌이 성립하였다.
- 1897년 4월 1일 - 아마하군이 통합에 의해 기미쓰군이 되었다.
- 1920년 10월 일 - 정으로 승격해 오누키정이 되었다.
- 1937년 4월 1일 - 요시노촌을 편입하였다.
- 1955년 3월 30일 - 사누키정과 합병해, 오사와정이 신설되어, 오누키정은 소멸하였다.

## 교통

### 철도
- 국철 (→ JR동일본)
  - 우치보선